# グレッグ・ダブス
グレゴリー・スチュワート・ダブス（Gregory Stuart Dobbs, 1978年7月2日 - ）は、アメリカ合衆国カリフォルニア州ロサンゼルス出身の元プロ野球選手（三塁手）。右投左打。

## 経歴

### プロ入り前
高校卒業後の1996年のMLBドラフト52巡目（全体1492位）でシアトル・マリナーズから、大学在学中の1999年のMLBドラフト10巡目（全体323位）でヒューストン・アストロズから指名を受けるが、どちらの時も契約しなかった。オクラホマ大学在学時の2001年には打率.438、102安打、25本の二塁打、62打点、12盗塁を記録した。

### マリナーズ時代
2001年5月28日にマリナーズと契約。A-級エバレット・アクアソックスとA+級サンバーナディーノ・スタンピードでプレー。シーズン後にはアリゾナ教育リーグにも参加した。
2002年はA+級ウィスコンシン・ティンバーラトラーズとAA級サンアントニオ・ミッションズでプレー。6月にはミッドウェストリーグのオールスターにも三塁手として出場した。
2003年はシーズン2戦目となる4月7日の試合で左のアキレス腱を断裂し、残りのシーズンを棒に振った。
2004年9月8日のクリーブランド・インディアンス戦で代打としてメジャーデビューを果たし、その初打席でマリナーズ球団史上初となるメジャー初打席本塁打を放った。

### フィリーズ時代
2007年1月15日、ウェイバー公示を経てフィラデルフィア・フィリーズへ移籍した。同年は右投手先発時の三塁スタメンが多く、ウェス・ヘルムズと併用された。142試合に出場し、打率.272、10本塁打、55打点、3盗塁を記録した。
2008年2月15日にフィリーズと1年契約に合意。この年はペドロ・フェリスのバックアップとして128試合に出場して打率.301、9本塁打、40打点、3盗塁を記録した。
2009年1月16日にフィリーズと総額250万ドルの2年契約に合意。この年もフェリスのバックアップとして97試合に出場し、打率.247、5本塁打、20打点、1盗塁を記録した。
2010年はプラシド・ポランコが三塁のレギュラーを務めたため、主に代打として起用された。6月22日にDFAとなり、翌23日にAAA級リーハイバレー・アイアンピッグスへ降格したが、29日にポランコが故障者リスト入りしたため、再びフィリーズとメジャー契約を結んだ。8月17日にチェイス・アトリーが故障から復帰したため、再びDFAとなり、20日にAAA級リーハイバレーへ降格。9月3日に再びフィリーズとメジャー契約を結んだ。この年は88試合に出場し、打率.196・5本塁打・15打点・1盗塁だった。オフの10月28日にFAとなった。

### マーリンズ時代
2011年1月31日にフロリダ・マーリンズとマイナー契約を結んだ。3月30日にマーリンズとメジャー契約を結び、開幕ロースター入りした。この年は三塁手としてチーム最多の100試合に出場。シーズン全体では134試合に出場して打率.275、8本塁打、49打点を記録した。
2012年1月3日にマーリンズと総額300万ドルの2年契約に合意。この年は120試合に出場して打率.285、5本塁打、39打点、4盗塁を記録した。
2013年は114試合に出場して打率.228、2本塁打、22打点、1盗塁を記録した。9月28日に170万ドルの1年契約に合意した。
2014年は開幕ロースター入りしたが、15試合で打率.077と結果を残せず、4月29日にDFAとなり、5月6日に放出された。

### ナショナルズ時代
2014年5月12日にワシントン・ナショナルズとマイナー契約を結び、16日にナショナルズとメジャー契約を結んだ。昇格後は主に代打として21試合に出場したが、6月25日に再びDFAとなり、7月3日に傘下のAAA級シラキュース・チーフスへ降格した。オフの10月6日にFAとなった。

## 詳細情報

### 年度別打撃成績
| 年 度     | 球 団     | 試 合 | 打 席 | 打 数 | 得 点 | 安 打 | 二 塁 打 | 三 塁 打 | 本 塁 打 | 塁 打 | 打 点 | 盗 塁 | 盗 塁 死 | 犠 打 | 犠 飛 | 四 球 | 敬 遠 | 死 球 | 三 振 | 併 殺 打 | 打 率 | 出 塁 率 | 長 打 率 | O P S |
| --------- | --------- | ----- | ----- | ----- | ----- | ----- | -------- | -------- | -------- | ----- | ----- | ----- | -------- | ----- | ----- | ----- | ----- | ----- | ----- | -------- | ----- | -------- | -------- | ----- |
| 2004      | SEA       | 18    | 56    | 53    | 4     | 12    | 1        | 0        | 1        | 16    | 9     | 0     | 0        | 0     | 1     | 1     | 0     | 1     | 14    | 0        | .226  | .250     | .302     | .552  |
| 2005      | SEA       | 59    | 154   | 142   | 8     | 35    | 7        | 1        | 1        | 47    | 20    | 1     | 0        | 1     | 2     | 9     | 3     | 0     | 25    | 4        | .246  | .288     | .331     | .619  |
| 2006      | SEA       | 23    | 28    | 27    | 4     | 10    | 3        | 1        | 0        | 15    | 3     | 0     | 1        | 0     | 0     | 0     | 0     | 1     | 4     | 0        | .370  | .393     | .556     | .948  |
| 2007      | PHI       | 142   | 358   | 324   | 45    | 88    | 20       | 4        | 10       | 146   | 55    | 3     | 0        | 0     | 4     | 29    | 4     | 1     | 67    | 7        | .272  | .330     | .451     | .780  |
| 2008      | PHI       | 128   | 240   | 226   | 30    | 68    | 14       | 1        | 9        | 111   | 40    | 3     | 1        | 0     | 2     | 11    | 1     | 1     | 40    | 4        | .301  | .333     | .491     | .824  |
| 2009      | PHI       | 97    | 169   | 154   | 15    | 38    | 6        | 0        | 5        | 59    | 20    | 1     | 0        | 0     | 3     | 11    | 1     | 1     | 29    | 2        | .247  | .296     | .383     | .679  |
| 2010      | PHI       | 88    | 176   | 163   | 13    | 32    | 7        | 0        | 5        | 54    | 15    | 1     | 1        | 1     | 0     | 12    | 1     | 0     | 39    | 2        | .196  | .251     | .331     | .583  |
| 2011      | FLA MIA   | 134   | 439   | 411   | 38    | 113   | 23       | 0        | 8        | 160   | 49    | 0     | 0        | 2     | 3     | 22    | 3     | 1     | 83    | 12       | .275  | .311     | .389     | .701  |
| 2012      | FLA MIA   | 120   | 342   | 319   | 26    | 91    | 13       | 2        | 5        | 123   | 39    | 4     | 2        | 0     | 7     | 14    | 5     | 2     | 53    | 8        | .285  | .313     | .386     | .698  |
| 2013      | FLA MIA   | 114   | 267   | 237   | 21    | 54    | 11       | 0        | 2        | 71    | 22    | 1     | 1        | 0     | 3     | 22    | 6     | 5     | 40    | 5        | .228  | .303     | .300     | .603  |
| 2014      | FLA MIA   | 15    | 13    | 13    | 0     | 1     | 0        | 0        | 0        | 1     | 0     | 0     | 0        | 0     | 0     | 0     | 0     | 0     | 4     | 0        | .077  | .077     | .077     | .154  |
| 2014      | WSH       | 21    | 30    | 28    | 0     | 6     | 1        | 0        | 0        | 7     | 2     | 0     | 0        | 0     | 1     | 1     | 0     | 0     | 4     | 0        | .214  | .233     | .250     | .483  |
| '14計     | WSH       | 36    | 43    | 41    | 0     | 7     | 1        | 0        | 0        | 8     | 2     | 0     | 0        | 0     | 1     | 1     | 0     | 0     | 8     | 0        | .171  | .186     | .195     | .381  |
| MLB：11年 | MLB：11年 | 959   | 2272  | 2097  | 204   | 548   | 106      | 9        | 46       | 810   | 274   | 14    | 6        | 4     | 26    | 132   | 24    | 13    | 402   | 44       | .261  | .306     | .386     | .692  |

- FLA（フロリダ・マーリンズ）は、2012年にMIA（マイアミ・マーリンズ）に球団名を変更

### 背番号
- 53（2004年）
- 22（2005年 - 2006年）
- 19（2007年 - 2010年）
- 29（2011年 - 2014年途中）
- 33（2014年途中 - 同年終了）